# لافایت (فیلم)
«لافایت» (انگلیسی: La Fayette) فیلمی در ژانر زندگینامه‌ای است که در سال ۱۹۶۱ منتشر شد.

## بازیگران
- آلبر رمی
- هاوارد سنت جان
- جک هاوکینز
- میشل گالابرو
- اورسن ولز
- رنی سن-سیر
- روزانا اسکیافینو
- ویتوریو دسیکا